# Párducz Mihály
Párducz Mihály (Fehértemplom, 1908. szeptember 11. – Budapest, 1974. április 21.) magyar régész, egyetemi tanár, a történelemtudományok doktora (1965).

## Életpályája
A Szegedi Tudományegyetem történelem–földrajz szakán tanult; 1932-ben doktorált. 1930-tól a szegedi egyetem Régiségtani Intézetének tanársegédje volt. 1932–1933 között ösztöndíjas volt a berlini Collegium Hungaricumban. 1935–1974 között a Magyar Régészeti, Művészettörténeti és Éremtani Társaság tagja volt. 1941-ben magántanárrá képesítették. 1945–1959 között – kisebb megszakításokkal – a Magyar Nemzeti Múzeum régészeti osztályának vezetője volt. 1946-ban címzetes nyilvános rendkívüli tanár, 1960–1974 között a Magyar Tudományos Akadémia Régészeti Kutató Csoportja népvándorlás kori részlegének vezetőjeként dolgozott. 1952–1966 között az Archaeologiai Értesítő tagja volt. 1952–1970 között az Acta Archaeologica Academiae Scientiarum Hungaricae szerkesztőbizottsági tagja volt. 1964–1974 között a Német Archeológiai Intézet tagja volt.
Leginkább Csongrád és Pest megyében végzett régészeti munkákat. A Miskolc és Eger környéki földvárakat vizsgálta. Tagja volt a Dugonics Társaságnak, a Római–Germán Régészeti Bizottságnak, a Nemzetközi Ős- és Előtörténeti Kongresszus állandó bizottságának, a Magyar Tudományos Akadémia Régészeti Bizottságának. Publikációinak száma meghaladja a százat.

## Művei
- Die frühesten Funde der ersten pontisch germanischen Denkmälergruppe in Ungarn (Szeged, 1935)
- A szarmatakor emlékei Magyarországon (I–II. Budapest, 1943–1944)
- Le cimetière hallstattien de Szentes – Vekerzug (Acta Archaeologica Academiae Scientiarum Hungaricae, 1952, 1954–1955)
- Die ethnischen Probleme der Hunnenzeit in Ungarn (Budapest, 1963)
- Magyarország szkítakora (Budapest, 1965)
- Graves from the Scythian Age at Ártánd (Acta Archaeologica Academiae Scientiarum Hungaricae, 1965)
- The Scythian age cemetery at Tápiószele (Acta Archaeologica Academiae Scientiarum Hungaricae, 1966)
- Probleme der Skythenzeit im Karpathenbecken (Skythen-Urbevölkerung) (Acta Archaeologica Academiae Scientiarum Hungaricae, 1973. I–2. sz.)

## Díjai
- Rómer Flóris-emlékérem (1965)